# Echte Grillen
Die Echten Grillen (Gryllidae) sind eine Familie der Insekten und gehören zur Ordnung der Langfühlerschrecken (Ensifera), der auch die Laubheuschrecken (Tettigoniidae) angehören.

## Merkmale
Wie die Laubheuschrecken haben Grillen verlängerte, zum Springen angepasste Hinterbeine und lange schnurartige Fühler (Antennen).
Im Gegensatz zu den Laubheuschrecken, die den Vorderteil ihrer Flügel in Ruhestellung dachartig nebeneinander stellen, liegen die Deckflügel bei den Grillen flach übereinander, und zwar so gut wie immer  der rechte über dem linken Vorderflügel.
Alle Grillen sind wärmeliebend und gehören zu den Hemimetabolen. Das bedeutet, dass ihre Larven und Nymphen den adulten Tieren sehr ähnlich sehen und es bei ihnen kein Puppenstadium gibt.

## Kommunikation
Die Lauterzeugung bei den männlichen Grillen wird Stridulation genannt.
Hierbei wird eine gezähnte Schrillader auf der Unterseite des rechten Vorderflügels rasch über die Hinterkante des anderen Vorderflügels hin und her bewegt. Die Stridulation dient zur Revierabgrenzung und Anlockung der Weibchen.
Anhand der Anzahl der von bestimmten Grillenarten innerhalb eines bestimmten Zeitintervalls ausgestoßenen Laute kann über das Dolbearsche Gesetz auf die aktuelle Lufttemperatur geschlossen werden.

## Fortpflanzung
Wie bei vielen anderen Tierarten auch streben die Weibchen der Grillen eine möglichst große Anzahl von Sexualpartnern an. Eine Forschergruppe um Tracie Ivy von der Illinois State University (USA) hat herausgefunden, dass Weibchen der Südlichen Hausgrille (Gryllodes sigillatus, auch Kurzflügelgrille genannt) ihre zahlreichen Sexualpartner mit ihrem Duft markieren, so vermeiden sie eine erneute Paarung mit demselben Männchen und vergrößern die genetische Vielfalt ihres Nachwuchses und dessen Überlebenschancen. Da der eigene Geruch den Weibchen stets zum direkten Vergleich gegenwärtig ist, verlangt diese Methode keinerlei Lernfähigkeit.

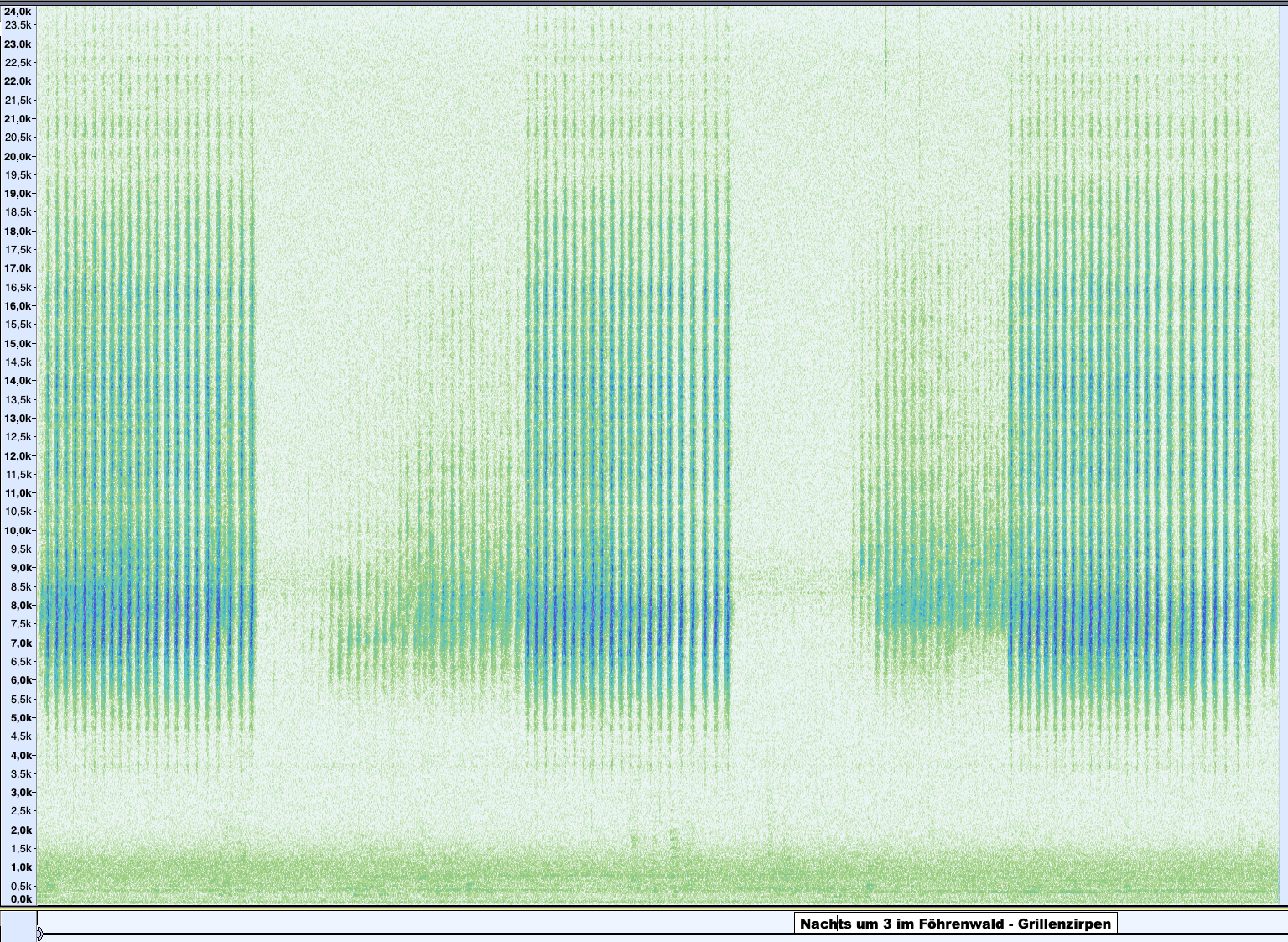
Klangspektrum Grillenzirpen (nachts im Wald)

## Arten
In mehreren Unterfamilien gibt es weltweit über hundert verschiedene Arten der Echten Grillen, hier eine Auswahl:
- Brachytrupinae
- Gryllinae
  - Heimchen – Acheta domesticus
  - Acheta gossypii
  - Mormonengrille – Anabrus simplex
  - Gelbe Grille – Eugryllodes pipiens
  - Südliche Grille – Eumodicogryllus bordigalensis
  - Kurzflügelgrille oder Südliche Hausgrille – Gryllodes supplicans
  - Steppengrille – Gryllus assimilis
  - Mittelmeer-Feldgrille – Gryllus bimaculatus
  - Feldgrille – Gryllus campestris
  - Melanogryllus desertus
  - Japanische Singgrille (in Japan Suzumushi genannt) – Meloimorpha japonica
  - Östliche Grille – Modicogryllus frontalis
  - Waldgrille – Nemobius sylvestris
  - Sumpfgrille – Pteronemobius heydeni
- Gryllomiminae
- Gryllomorphinae
- Itarinae
- Landrevinae
- Blütengrillen – Oecanthinae
  - Weinhähnchen – Oecanthus pellucens
- Sclerogryllinae

Die Maulwurfsgrillen (Gryllotalpidae) gehören nicht zu den Echten Grillen, sondern bilden innerhalb derselben Ordnung eine eigene Familie.

## Grillen und der Mensch

### Grillen als Heimtiere

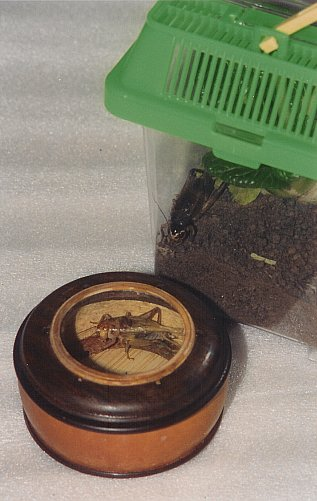
Faunabox (Kunststoff; Japan 2003) und chinesischer Grillenkäfig (Holz, Kürbis, Glas; China Anf. 20. Jh.)

In Japan sind „singende“ Grillen beliebte Heimtiere. Die Männchen von Meloimorpha japonica, japanisch Suzu-mushi, werden in japanischen Städten in kleinen Boxen angeboten und es gibt Gesangswettbewerbe, wobei die Singgrillen mit dem schönsten Gesang gekürt werden.
In China halten die Menschen schon seit Jahrhunderten „singende“ Grillen in kleinen Käfigen, die aus Kürbissen, Bambus, Holz und Metall, in den letzten Jahren auch aus Bakelit und sonstigen Kunststoffen hergestellt wurden. Tonbehälter sind die Behausungen für Grillen, die in Wettkämpfen eingesetzt werden.

### Grillen als Nutztiere
Grillen finden zudem Verwendung als Futterinsekten und Speiseinsekten, unter anderem  Hausgrille, Kurzflügelgrille und Mittelmeergrille.

### Grillen als Wettkampftiere
Bei einem Wettkampf werden zwei männliche Tiere in einem eingekreisten Ring aufeinander losgelassen. Da die männlichen Tiere aggressiv sind, greifen sie einander bei Frontalberührung fast immer gleich an. Mit einem angefertigten Stängel, an dessen Vorderseite sich Härchen befinden, lenkt man die Grillen in die richtige Richtung. Wetteinsätze können in China  bei privaten Veranstaltungen auf beachtliche Summen steigen. Ansonsten kann man bei Tiermärkten in den Städten auch kleinere Wetten abschließen oder einfach nur zuschauen.